# NGC 7600
NGC 7600 é uma galáxia elíptica (E-S0) localizada na direcção da constelação de Aquarius. Possui uma declinação de -07° 34' 48" e uma ascensão recta de 23 horas, 18 minutos e 53,8 segundos.
A galáxia NGC 7600 foi descoberta em 10 de Setembro de 1785 por William Herschel.